# Timo Weß
Timo Weß (Moers, 2 luglio 1982) è un hockeista su prato tedesco.

## Palmarès

### Olimpiadi
- 3 medaglie:
  - 2 ori (Pechino 2008; Londra 2012)
  - 1 bronzo (Atene 2004)

### Europei
- 2 medaglie:
  - 1 oro (Barcellona 2003)
  - 1 bronzo (Lipsia 2005)

### Champions Trophy
- 4 medaglie:
  - 2 ori (Rotterdam 2001; Kuala Lumpur 2007)
  - 2 argenti (Colonia 2002; Terrassa 2006)